# Fredericia
Fredericia é uma cidade dinamarquesa, sede do município de mesmo nome. Encontra-se na região da Dinamarca do Sul. Até 2006, pertenceu ao condado de Vejle.
Situado na parte oriental da península da Jutlândia, numa sub-região denominada Trekanten, ou Triângulo, o município tem uma área de 134,46 km² e uma população de 48 875 habitantes, segundo o censo de 2004.
Foi fundada em 1650 por Frederico III, recebendo o seu nome. Por pouco não foi escolhida para capital da Dinamarca, dados o seu grande porto e a sua localização central. Mas, no fim, Copenhaga manteve o seu título, dada a sua população maciça.
A cidade é um dos maiores entroncamentos de tráfego da Dinamarca e alberga o regimento de comunicações do exército, o Telegrafregimentet, localizado nos barracões de Rye, Ryes Kaserne, e de Bülow, Bülows Kaserne.

## História
Após a devastação causada pela guerra dos trinta anos numa Jutlândia quase sem fortificações, o rei Cristiano IV apercebeu-se da necessidade de construir uma fortaleza forte nessa península e decidiu que esse projecto poderia ser combinado com os seus planos de construção de uma grande cidade nessa região.

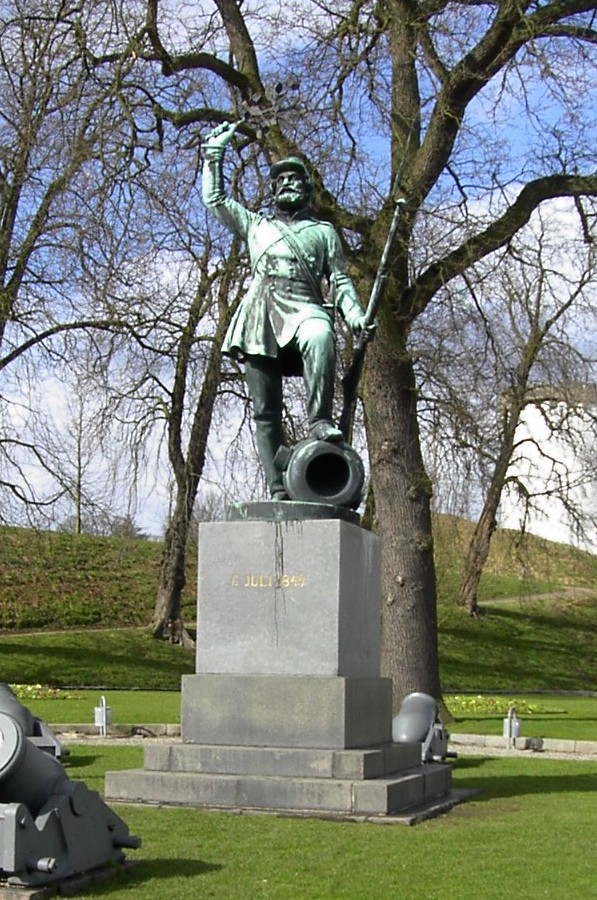
A estátua Landsoldaten

Foi construído um campo fortificado num pedaço de terra chamado Lyngs Odde, perto da localização actual de Fredericia, com uma muralha estendendo-se por ambos os lados do local, protegendo-o de ataques. Porém, as fortificações não eram perfeitas e, quando o marechal sueco Lennart Torstenson invadiu a Jutlândia, conseguiu romper as muralhas. Foi Frederico III quem conseguiu finalmente completar os planos para a fortificação, adicionando uma fortaleza lateral, na área vizinha de Bers Odde, como sugerido pelo marechal dinamarquês Anders Bille.
Em 15 de Dezembro de 1650, o rei assinou o documento que deu à cidade os seus primeiros privilégios, de forma a que os trabalhos das novas fortificações pudessem começar. Em 1651, a cidade foi chamada Frederiksodde (o ponto de Frederico) em homenagem ao rei e em 22 de Abril de 1664 recebeu o seu nome latinizado Fredericia.
Todos os 6 de Julho, a cidade realiza um festival para comemorar a batalha de Fredericia de 1849, travada na primeira guerra de Schleswig, na qual as tropas dinamarquesas derrotaram os rebeldes de Schleswig-Holstein, que haviam cercado a cidade.
O monumento mais emblemático de Fredericia é a estátua Landsoldaten (significando "soldado de infantaria"). Foi inaugurada em 6 de Julho de 1858.
Na sequência da reforma comunal de 2007, Fredericia tornou-se uma comuna autónoma a partir desse ano.

## Personalidades
- Henrik Pontoppidan (1857-1943), prémio Nobel da Literatura de 1917